# Rebecca Smith
Rebecca Smith (ur. 17 czerwca 1981 w Los Angeles) – nowozelandzka piłkarka grająca na pozycji obrońcy, zawodniczka VfL Wolfsburg i reprezentacji Nowej Zelandii, w której zadebiutowała 7 kwietnia 2003 w meczu przeciwko Samoa. Uczestniczka Mistrzostw Świata 2007 oraz XXIX Igrzysk Olimpijskich w Pekinie (2008).